# Jindřichov ve Slezsku
Jindřichov (deutsch Hennersdorf) ist eine Gemeinde mit rund 1500 Einwohnern im Okres Bruntál (Freudenthal), Tschechien.

## Geografie
Das Dorf liegt zehn Kilometer östlich von Zlaté Hory (Zuckmantel) im Norden von Tschechien und erstreckt sich im Tal des Baches Petrovický potok (Petersbach) parallel zur polnischen Grenze in Ost-West-Richtung. Durch Jindřichov führt die Staatsstraße 457 von Zlaté Hory nach Osoblaha. Nordöstlich liegt der Grenzübergang nach Polen Bartultovice–Trzebina (Bartelsdorf-Kunzendorf). Die Katasterfläche der Gemeinde beträgt 3470 Hektar.

## Geschichte
Erstmals urkundlich erwähnt wurde Henrikestorp im Jahr 1256; später wurde es Heynerichsdorf genannt. Die Gründung von Hennersdorf erfolgte im Rahmen der Besiedlung der inneren Landesteile Böhmens und Mährens mit Einwanderern aus Franken, Thüringen und Sachsen. Die Herrschaft Hennersdorf war von 1250 bis 1635 ein Lehensgut der Bischöfe von Olmütz. Die Lehensgüter wurden 1635 für 39.000 Gulden vom Freiherrn Georg Maximilian von Hoditz erworben, der 1641 in den Reichsgrafenstand erhoben wurde. Nach ungefähr hundert Jahren fielen die Besitzungen wieder an den Lehnsherrn, den Bischof von Olmütz, zurück. Dieser verkaufte Hennersdorf 1739 an den Freiherrn Johann Christoph von Bartenstein, bei dessen Nachkommen es bis 1866 verblieb. 1868 erwarb Albert Ritter von Klein die Güter in Hennersdorf für 310.000 Gulden. Die Familie der Freiherren von Klein-Wisenberg war 1945 der letzte deutsche Eigentümer der Gutsbetriebe Hennersdorf.
Am 4. Oktober 1844 kam es zu einem großen Dorfbrand. 1869 wurde in Hennersdorf ein Postamt eröffnet. Im selben Jahr wurde die ehemalige Pfarrschule verstaatlicht. 1872 entstand die Eisenbahnstrecke von Röwersdorf über Hennersdorf nach Ziegenhals. 1885 gründete sich die Freiwillige Feuerwehr.
Bis 1918 gehörte Hennersdorf zu Österreichisch-Schlesien bzw. zu Österreich-Ungarn und zum politischen Bezirk Jägerndorf. Im Jahr 1900 betrug die Einwohnerzahl 2936. Das Ende des Ersten Weltkriegs brachte 1918 die Zerschlagung des österreichisch-ungarischen Vielvölkerstaates und die Gründung der Tschechoslowakei. Hennersdorf und seine fast ausschließlich deutsch-österreichische Bevölkerung wurden Teil der Tschechoslowakei.
1919 begann der Aufbau einer ersten Stromversorgung des Dorfes. 1920 öffnete die Bürgerschule (Realschule). Für die tschechische Minderheit wurden 1923 eine eigene Schule und Kindergarten errichtet. Von 1927 bis 1931 erfolgte die vollständige Elektrifizierung des Dorfes. Im Münchner Abkommen musste die Tschechoslowakei 1938 weite Teile ihres Staatsgebiets an das Deutsche Reich abtreten. Dazu gehörte auch Jindřichov, das sich fortan wieder Hennersdorf nannte. Die letzten Gemeindewahlen in Jindřichov am 22./29. Mai 1938 ergaben über 90 Prozent der Stimmen für die Sudetendeutsche Partei. Am 6. Oktober 1938 zogen deutsche Truppen in Hennersdorf ein; der Ort wurde bis 1945 Teil des Landkreises Jägerndorf. Aufgrund der  Beneš-Dekrete und der Entscheidungen auf der Potsdamer Konferenz begann am 13. August 1945 die Vertreibung der deutschen Bevölkerung aus Jindřichov. Bis zum Februar 1946 hatten fast alle Deutschen das Dorf verlassen.

## Gemeindegliederung
Die Gemeinde Jindřichov besteht aus den Ortsteilen Arnultovice (Arnsdorf) und Jindřichov (Hennersdorf). Auf dem Gemeindegebiet liegen die Wüstungen Kraví Hora (Kuhberg) und Svinný (Saubach).
Das Gemeindegebiet gliedert sich in die Katastralbezirke Arnultovice u Jindřichova und Jindřichov ve Slezsku.

## Sehenswürdigkeiten

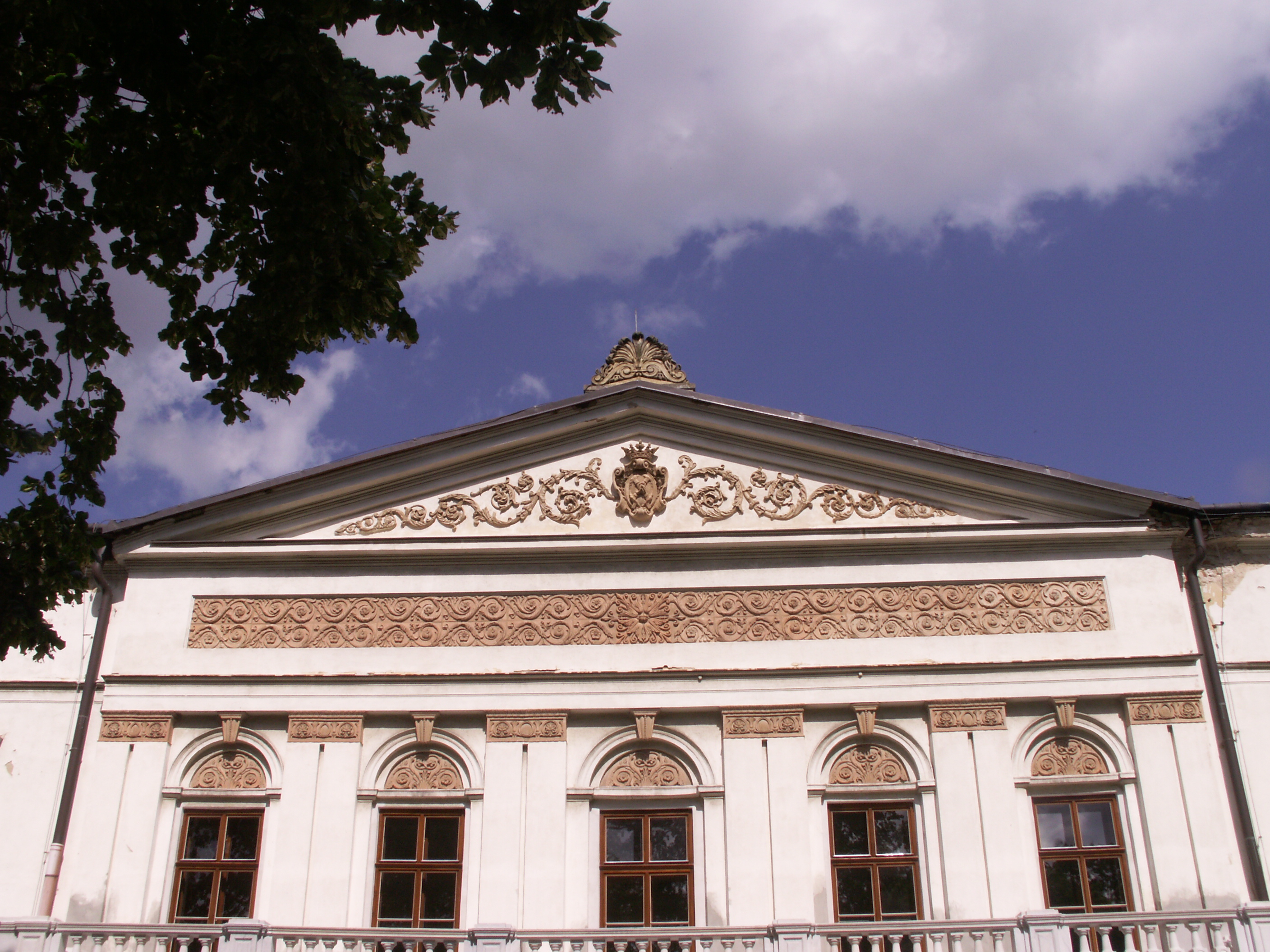
Schloss

- Schloss Jindřichov, erbaut im 17. Jahrhundert
- Statuengruppe der Jungfrau Maria
- Katholische Kirche St. Nikolaus (erbaut 1671–1677, beim großen Dorfbrand 1844 stark zerstört)

## Partnergemeinden
Seit 2006 besteht eine Partnerschaft mit dem niederösterreichischen Hennersdorf.

## Söhne und Töchter der Gemeinde
- Felix von Kraus (1805–1875), österreichischer Militärarzt
- Franz Gross (1815–1890), Notar, Politiker und Bürgermeister von Wels
- Antonín Sperlich (1818–1887), Maler